# Las Mangas, Jalisco
Las Mangas är en ort i Mexiko.   Den ligger i kommunen Lagos de Moreno och delstaten Jalisco, i den centrala delen av landet, 400 km nordväst om huvudstaden Mexico City. Las Mangas ligger 1 884 meter över havet och antalet invånare är 223.
Terrängen runt Las Mangas är huvudsakligen platt, men åt sydväst är den kuperad. Runt Las Mangas är det ganska tätbefolkat, med 56 invånare per kvadratkilometer. Närmaste större samhälle är Lagos de Moreno, 7,8 km nordväst om Las Mangas. I omgivningarna runt Las Mangas växer huvudsakligen savannskog.